# Sächsischer Kunstverein

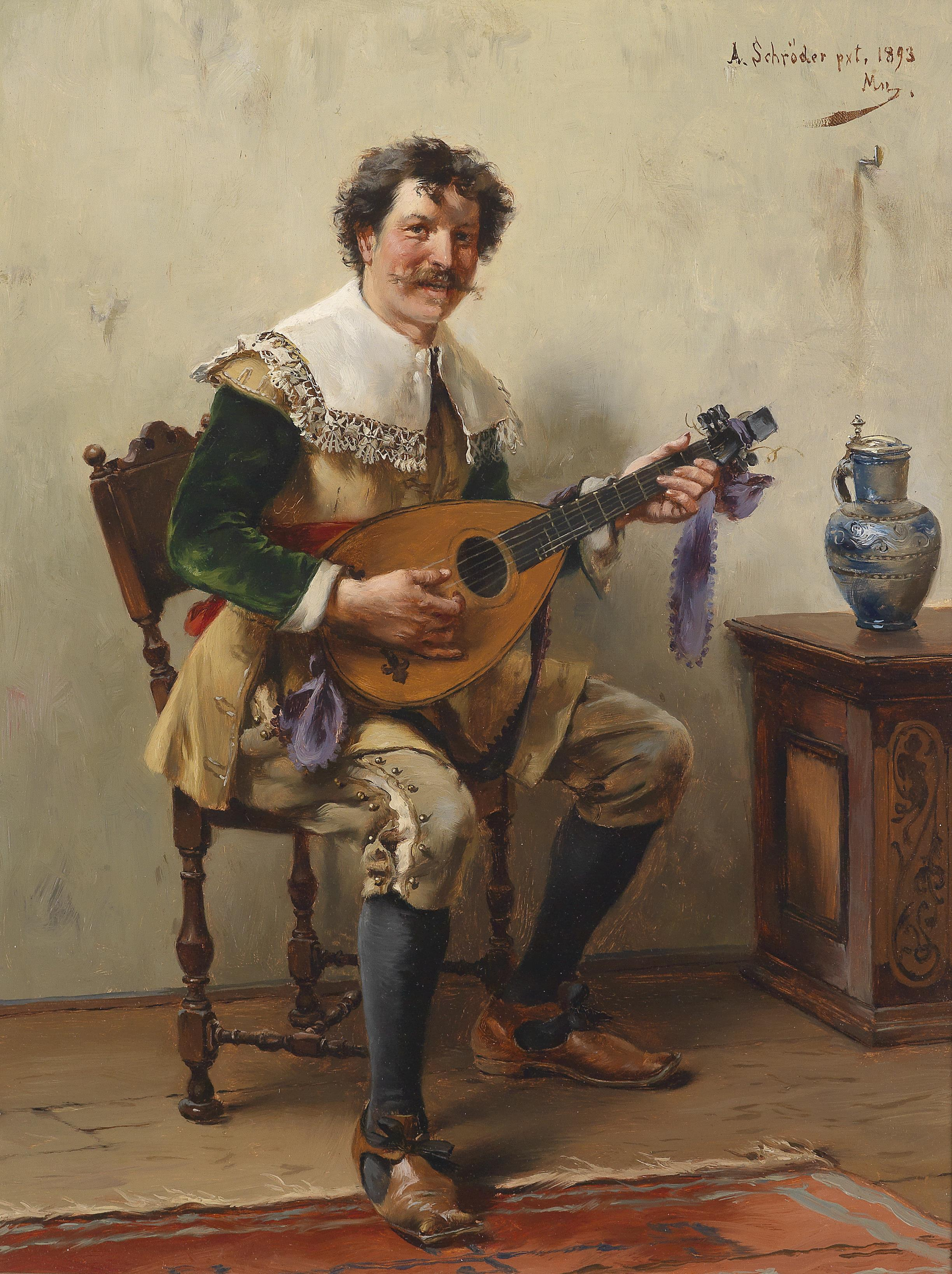
Albert Schröder: Der Lautenspieler, Ausstellung des Sächsischen Kunstvereins 1893

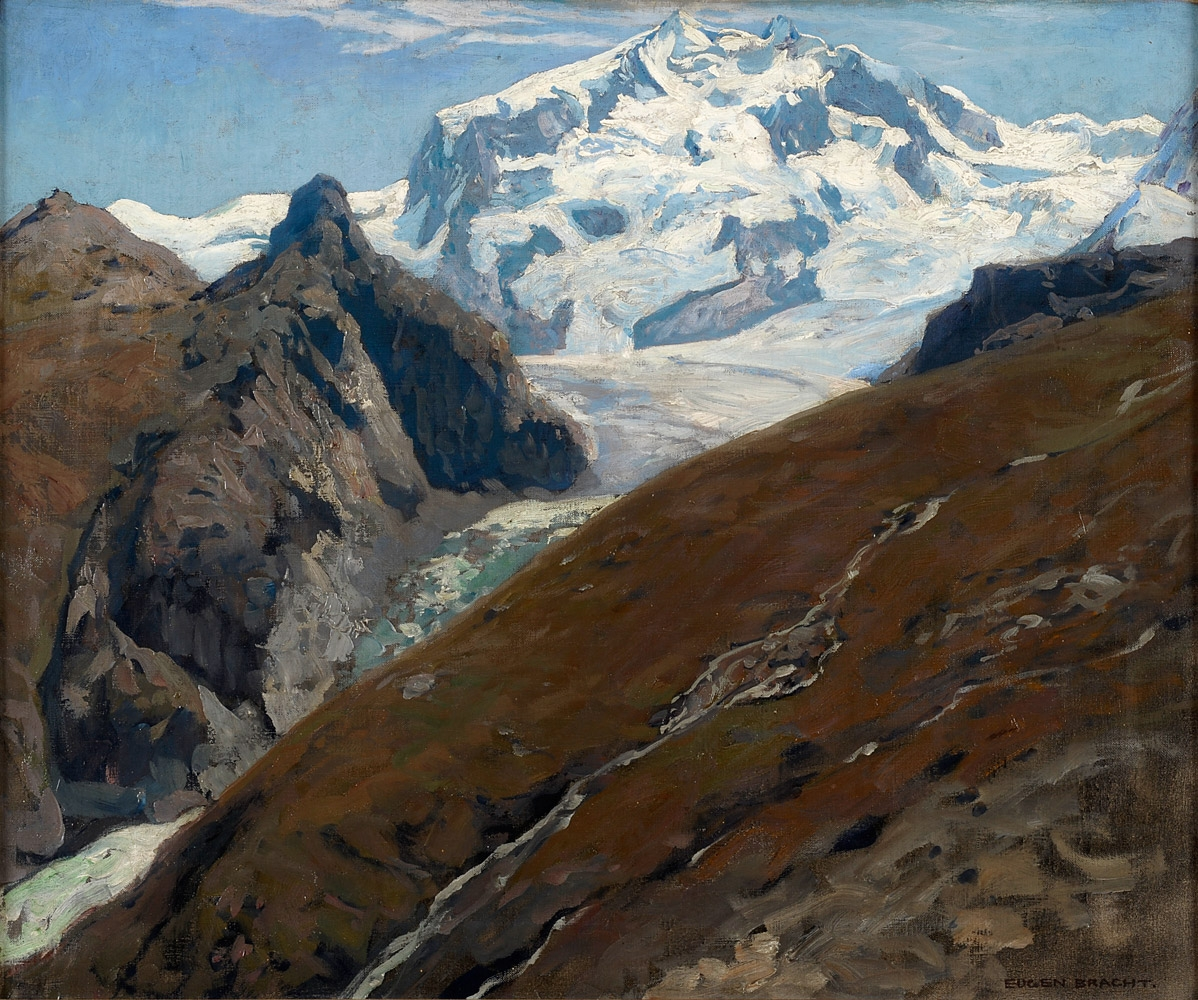
Eugen Bracht: Monte Rosa vom Schwarzsee aus, Ausstellung des Sächsischen Kunstvereins 1906

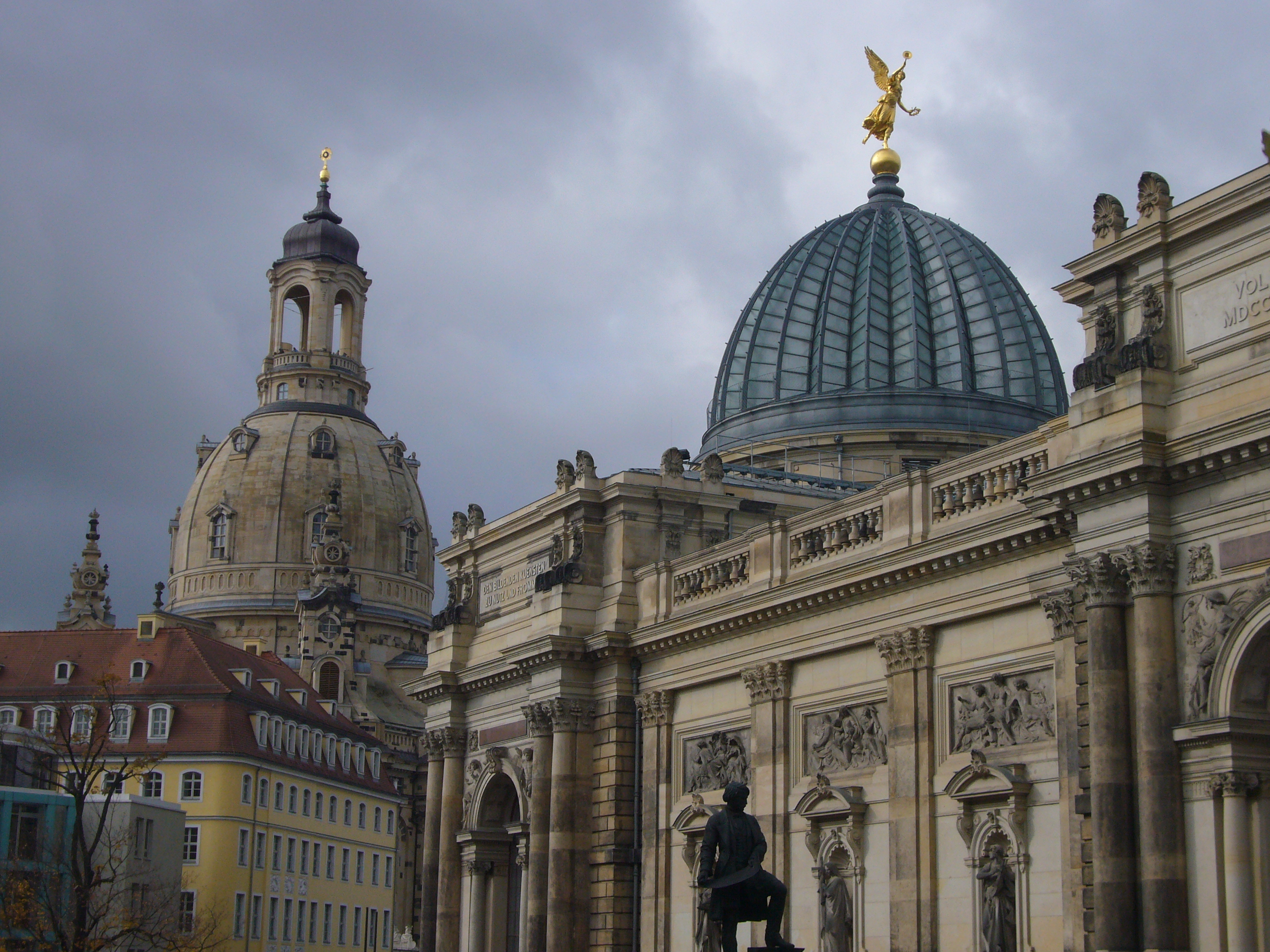
Früheres Ausstellungsgebäude des Sächsischen Kunstvereins

Der Sächsische Kunstverein e. V. war ein 1828 in Dresden gegründeter Verein, der sich für die Förderung der Gegenwartskunst, vor allem des sächsischen Raumes einsetzte. Der Verein befasste sich mit Vorträgen und Diskussionsrunden, dem Ankauf geeigneter Werke und der Organisation von Kunstausstellungen und existierte bis 1945.

## Geschichte
Der Sächsische Kunstverein wurde am 7. April 1828 in Dresden gestiftet. Anlass war eine Versammlung von Kunstfreunden zum 300. Todestag Albrecht Dürers. Zu den Gründungsmitgliedern gehörten der damalige Generaldirektor der Kunstakademie Heinrich Vitzthum von Eckstädt, der Leiter der Dresdner Skulpturensammlung Karl August Böttiger, verschiedene Künstler und Professoren der Dresdner Kunstakademie sowie der Kunstmäzen und -schriftsteller Johann Gottlob von Quandt. Dieser wurde auf der Generalversammlung am 28. April 1828 von den Vereinsmitgliedern zum ersten Vorstand des Vereins gewählt. Am 9. Mai erfolgte die Bestätigung des Vereinsstatuts durch die Mitglieder des leitenden Ausschusses.
Die zunächst 70 Vereinsmitglieder stammten aus verschiedenen sozialen Schichten und waren u. a. Adlige und Hofbeamte, Bürgerliche, Künstler und Schriftsteller. Als Ehrenmitglied konnte Johann Wolfgang von Goethe gewonnen werden. Zu den Förderern des Sächsischen Kunstvereins gehörte auch der sächsische König Anton, der einen Zuschuss von 500 Talern bewilligte. Der einfache Mitgliedsbeitrag betrug mindestens eine Aktie (= 1 Los), was einem Wert von fünf Talern entsprach.
Ziel des Vereins war es, zum einen als Bildungsvermittler zwischen Bürgern und Künstlern aufzutreten und zugleich zeitgenössische Künstler durch Ausstellungen und Ankäufe zu fördern. Außerdem setzte er sich für den Erwerb von Gemälden, Bildhauerarbeiten, Architekturrissen und anderen Kunstgegenständen für die sächsischen Kunstsammlungen ein. Damit sollte die schwindende Rolle des Adels als Auftraggeber für bildende Kunst ausgeglichen und durch bürgerschaftliches Engagement ersetzt werden. Anfangs orientierte sich der Sächsische Kunstverein vor allem auf die Förderung „vaterländischer“, d. h. sächsischer Kunst, erweiterte jedoch seinen Wirkungskreis bald auf Künstler aus den übrigen deutschen Ländern. Die Auswahl der einzelnen Werke oblag dem Ausschuss des Kunstvereins, dem jeweils vier Künstler und vier Kunstfreunde angehörten.
1833 übernahm der Arzt und Kunstmaler Carl Gustav Carus den Vorsitz des Vereins. Carus setzte 1835 eine Änderung des Vereinsstatutes durch, wonach nicht mehr ausschließlich sächsische, sondern „deutsche Künstler aus allen Landen“ Aufmerksamkeit durch den Sächsischen Kunstverein erhalten sollten. Die Mitgliederzahl wuchs in den Folgejahren auf ca. 1900 an, wobei diese nicht nur aus Sachsen, sondern auch aus anderen Ländern stammten. Nach der Reichsgründung 1871 rückten auch Künstler aus anderen europäischen Staaten in das Interesse des Sächsischen Kunstvereins. Organisiert wurden neben regelmäßigen Ausstellungen Vorträge, Diskussionsrunden und Debatten zum gesamten Spektrum der bildenden Kunst. Außerdem erwarb der Kunstverein Kunstwerke, um diese unter seinen Mitgliedern zu verlosen bzw. sächsischen Sammlungen zur Verfügung zu stellen.
Zu den vom Sächsischen Kunstverein mit Ankäufen bzw. Ausstellungen bedachten Künstlern gehörten u. a. Caspar David Friedrich, Ludwig Richter, Louis Ferdinand von Rayski, Johan Christian Clausen Dahl, Edmund Kesting und Eduard Leonhardi. Als Mitglieder bzw. Förderer wirkten auch der Bildhauer Ernst Rietschel, die Komponisten Richard Wagner und Robert Schumann, der Architekt Gottfried Semper und der Schriftsteller Karl Gutzkow, die den Verein zu einem geistigen Zentrum der bürgerlich-demokratischen Kreise der Stadt Dresden machten.
Die regelmäßigen Versammlungen fanden zunächst in der Privatwohnung Quandts, später in der „Albina“, einem Saal der Kunstakademie auf der Brühlschen Terrasse, statt. Von 1834 bis 1848 traf man sich in einem Haus auf der Wallstraße. In den 1840er Jahren war einer der Ausstellungsorte die vormalige Calberlasche Zuckersiederei am Theaterplatz. Zwischen 1887 und 1894 entstand nach Plänen von Constantin Lipsius ein Neubau für die Akademie. In einem Seitenflügel an der Brühlschen Terrasse bezog der Sächsische Kunstverein ein eigenes Ausstellungsgebäude. Bis 1945 fanden hier alle großen Ausstellungen des Vereins statt. 1943/44 war Arthur Hugo Göpfert als Vorsitzender des Vereins ausgewiesen.
Der beim Luftangriff zerstörte Bau des Vereins konnte nach 1990 wiederhergestellt werden und dient seit 2005 wieder als Ausstellungsgebäude.
1946 musste der Sächsische Kunstverein wegen seiner nationalsozialistischen Verstrickung seine Arbeit einstellen und wurde aufgelöst. Der aus zahlreichen Geschäftsakten, Briefwechseln (u. a. zwischen Quandt und Goethe), Katalogen und kunstgeschichtlichen Unterlagen bestehende Nachlass befindet sich im Hauptstaatsarchiv Dresden. Als Nachfolger entstand am 29. April 1990 der Neue Sächsische Kunstverein.

## Ausstellungen (Auswahl)
- Anton Graff – Sonderausstellung (1913)
- Die neue Sachlichkeit: Ausschnitt aus der deutschen Malerei seit dem Expressionismus, Wander-Ausstellung der Städtischen Kunsthalle zu Mannheim (18. Oktober bis 22. November 1925)
- Ausstellung neuer amerikanischer Baukunst (17. Oktober – 14. November 1926)
- Große Aquarellausstellung (1926; auch Plastik)
- Lovis Corinth – Gedächtnisausstellung (1927)
- II. Jubiläumsausstellung „Sächsische Kunst unserer Zeit“ (21. Juli – 3. Oktober 1928)
- Max Feldbauer – Sonderausstellung (Januar – März 1930)
- Arthur Lange – Gedächtnisausstellung (Februar 1931)
- Goethe-Ausstellung (Juni – Juli 1932), kuratiert von Martin Bollert
- Otto Hettner – Gedächtnisausstellung (September 1932)
- Carl Bantzer – Sonderausstellung (28. März – 6. Mai 1934)
- „Sächsische Aquarell-Ausstellung“ (1934)
- Kunstausstellung Dresden (1936)
- Ölgemälde und Bildwerke. Aquarelle, Handzeichnungen, Kleinplastik. Mit Sonderschau "Die Blume in der Kunst" (1936)
- Paul Oberhoff – Kollektivausstellung 1928, „100 Jahre Dresdner Kunstgenossenschaft“ 1938
- Kunstausstellung der SA in Dresden (3. Oktober – 15. November 1942)
- Kunstausstellung Gau Sachsen (13. Juni – 22. August 1943)[4]